# Droit liechtensteinois
Le droit liechtensteinois est le droit de tradition civiliste appliqué au Liechtenstein.

## Sources du droit

### Constitution
La Constitution est la loi fondamentale de la Principauté. Toutes lois, tous règlements et toutes autres normes contraires à la Constitution doivent être abrogés et être déclarés nuls.

### Législation
L'article 62(a) dispose que le pouvoir législatif est confié au Landtag.

## Sources

## Compléments